# سيمون فيلا
سيمون فيلا (بالإنجليزية: Simon Vella)‏ هو لاعب كرة قدم مالطي، ولد في 18 سبتمبر 1979 في لندن في المملكة المتحدة. شارك مع منتخب مالطا لكرة القدم. أما مع النوادي، فقد لعب مع بونيس يونايتد ونادي ستنهاوسموير ونادي ويمبلدون.

## وصلات خارجية
- سيمون فيلا على موقع قاعدة بيانات كرة القدم.إي يو (الإنجليزية)
- سيمون فيلا على موقع ناشيونال فوتبول تيمز (الإنجليزية)